# Erkki Kohvakka
Erkki Kohvakka (* 2. Juli 1937 in Kangasniemi; † 23. Januar 2018) war ein finnischer Orientierungsläufer. Er wurde 1964 Doppeleuropameister.
Bei den ersten Orientierungslauf-Europameisterschaften 1962 in Løten wurde Kohvakka bei einem Rückstand von fast elf Minuten auf den Sieger Magne Lystad aus Norwegen Fünfter beim Einzelwettbewerb über 16,5 km und 13 Posten. Den Staffelwettbewerb konnte die finnische Mannschaft bestehend aus Aimo Tepsell, Esko Vainio, Rolf Koskinen und Erkki Kohvakka gewinnen. Allerdings war der Staffellauf kein offizieller Bestandteil des Wettkampfprogramms der ersten Europameisterschaften. Zwei Jahre später konnte Kohvakka bei den Europameisterschaften  in Le Brassus in der Schweiz den Sieg einfahren. Mit einem fast zweiminütigen Vorsprung gewann er vor dem Schweizer Alex Schwager und Aimo Tepsell. Als Schlussläufer holte er zudem mit der finnischen Staffel bestehend aus Juhani Salmenkylä, Rolf Koskinen und Aimo Tepsell eine weitere Goldmedaille. 1966 gewann dieselbe Staffel bei den ersten Weltmeisterschaften im finnischen Fiskars die Silbermedaille. Im Einzelwettkampf belegte Kohvakka 1966 den elften Platz.
Kohvakka, der sieben finnischer Meistertitel gewann, gehörte dem Verein Kangasniemen Kalske an.

## Erfolge
Weltmeisterschaften
- Vizeweltmeister 1966 mit der Staffel

Europameisterschaften
- Europameister 1964 im Einzelwettkampf
- Europameister 1964 mit der Staffel

Nordische Meisterschaften
- Nordischer Meister 1961 im Einzelwettkampf
- Nordischer Meister 1963 mit der Staffel

Finnische Meisterschaften
- Finnischer Meister über die Normaldistanz 1961
- Finnischer Meister über die Langdistanz 1962 und 1963
- Finnischer Meister im Nachtlauf 1962, 1963, 1965 und 1966[2]